# لا شامپنوئز
لا شامپنوئز (به فرانسوی: La Champenoise) یک کمون در فرانسه است که در اندر واقع شده‌است. لا شامپنوئز ۴۴٫۳۴ کیلومتر مربع مساحت و ۳۱۰ نفر جمعیت دارد و ۱۷۶ متر بالاتر از سطح دریا واقع شده‌است.